# Moritz Seider
Moritz Seider (* 6. dubna 2001) je profesionální německý hokejový obránce momentálně hrající v týmu Detroit Red Wings v severoamerické lize NHL. Detroit ho v roce 2019 draftoval v 1. kole jako 6. celkově. V sezoně 2021–2022 získal Calder Memorial Trophy jako nejlepší nováček v NHL. Na mistrovství světa v roce 2023 získal s německou hokejovou reprezentací stříbrnou medaili.

## Klubové statistiky
| Sezóna      | Klub                  | Soutěž      |     | Základní část | Základní část | Základní část | Základní část | Základní část |   | Play off | Play off | Play off | Play off | Play off |
| Sezóna      | Klub                  | Soutěž      | Z   | G             | A             | B             | TM            | Z             | G | A        | B        | TM       |          |          |
| 2017/18     | Adler Mannheim        | DEL         | 4   | 0             | 0             | 0             | 0             | —             | — | —        | —        | —        |          |          |
| 2018/19     | Adler Mannheim        | DEL         | 29  | 2             | 4             | 6             | 8             | 14            | 0 | 5        | 5        | 0        |          |          |
| 2019/20     | Grand Rapids Griffins | AHL         | 49  | 2             | 20            | 22            | 28            | —             | — | —        | —        | —        |          |          |
| 2020/21     | Rögle BK              | SHL         | 41  | 7             | 21            | 28            | 16            | 13            | 1 | 4        | 5        | 8        |          |          |
| 2021/22     | Detroit Red Wings     | NHL         | 82  | 7             | 43            | 50            | 34            | —             | — | —        | —        | —        |          |          |
| 2022/23     | Detroit Red Wings     | NHL         | 82  | 5             | 37            | 42            | 40            | —             | — | —        | —        | —        |          |          |
| 2023/24     | Detroit Red Wings     | NHL         | 82  | 9             | 33            | 42            | 51            | —             | — | —        | —        | —        |          |          |
| 2024/25     | Detroit Red Wings     | NHL         | 82  | 8             | 38            | 46            | 40            | —             | — | —        | —        | —        |          |          |
| NHL celkově | NHL celkově           | NHL celkově | 328 | 29            | 151           | 180           | 165           | —             | — | —        | —        | —        |          |          |